# Абдулла Ерджан
Абдулла Ерджан (тур. Abdullah Ercan, нар. 8 грудня 1971, Стамбул) — турецький футболіст, що грав на позиції захисника, півзахисника. По завершенні ігрової кар'єри — тренер. З 2015 року входить до тренерського штабу збірної Туреччини.
Виступав, зокрема, за клуби «Трабзонспор» та «Фенербахче», а також національну збірну Туреччини.

## Клубна кар'єра
У дорослому футболі дебютував 1990 року виступами за команду клубу «Трабзонспор», в якій провів дев'ять сезонів, взявши участь у 252 матчах чемпіонату. Більшість часу, проведеного у складі «Трабзонспора», був основним гравцем команди.
Своєю грою за цю команду привернув увагу представників тренерського штабу клубу «Фенербахче», до складу якого приєднався 1999 року. Відіграв за стамбульську команду наступні чотири сезони своєї ігрової кар'єри. Граючи у складі «Фенербахче» також здебільшого виходив на поле в основному складі команди.
Протягом 2003—2004 років захищав кольори команди клубу «Галатасарай».
Завершив професійну ігрову кар'єру у клубі «Істанбулспор», за команду якого виступав протягом 2004—2006 років.

## Виступи за збірну
1993 року дебютував в офіційних матчах у складі національної збірної Туреччини. Протягом кар'єри у національній команді, яка тривала 11 років, провів у формі головної команди країни 68 матчів.
У складі збірної був учасником чемпіонату Європи 1996 року в Англії, чемпіонату Європи 2000 року у Бельгії та Нідерландах, чемпіонату світу 2002 року в Японії і Південній Кореї, на якому команда здобула бронзові нагороди.

## Кар'єра тренера
Розпочав тренерську кар'єру невдовзі по завершенні кар'єри гравця, 2007 року, очоливши тренерський штаб юнацької збірної Туреччини U17, де пропрацював з 2007 по 2011 рік.
Протягом 2011–2012 років працював на клубному рівні, очолював команду клубу «Ґазіантепспор».
2012 року став головним тренером молодіжної збірної Туреччини, тренував цю команду три роки.
З 2015 року входить до тренерського штабу національної збірної Туреччини.

## Титули і досягнення
- Чемпіон Туреччини (1):

«Фенербахче»: 2000-01
- Володар Кубка Туреччини (2):

«Трабзонспор»: 1991-92, 1994-95
- Володар Суперкубка Туреччини (1):

«Трабзонспор»: 1995
- Переможець Середземноморських ігор: 1993
- Бронзовий призер чемпіонату світу: 2002